# BSG Empor Lauter
BSG Empor Lauter was een Duitse voetbalclub uit Lauter, Saksen. De club bestond van 1948 tot 1954 toen deze verhuisd naar Rostock.

## Geschiedenis
De club werd pas in 1948 opgericht als SG Lauter, drie jaar nadat Viktoria Lauter verdwenen was. De club speelde in de competitie van West-Saksen. In 1950 werd de naam gewijzigd in BSG Freiheit Wismut. Kort daarna werd de club echter ontbonden. Op 21 mei 1951 werd de club heropgericht als BSG Empor Lauter. In 1952 werd de club groepswinnaar in de DDR-Liga en won in de eindronde van Motor Jena en promoveerde zo naar de DDR-Oberliga. De club werd tiende en negende.
In de buurt van Lauter speelden al Wismut Aue, Fortschritt Meerane en Motor Zwickau in de Oberliga en zelfs negen clubs uit Saksen. Het noorden van Oost-Duitsland was dan weer ondervertegenwoordigd. Op 11 november 1954 werd in Rostock, de grootste stad van het noorden, de sportclub SC Empor Rostock opgericht. Na de opening van het Ostseestadion op 27 juni 1954 besloot de overheid om de club nog tijdens het seizoen 1954/55 te verhuizen naar Rostock. Op het moment van de wissel stond de club aan de leiding met 10 punten. De infrastructuur van Empor Lauter was echter niet geschikt om langdurig in de hoogste klasse te spelen. Drie spelers weigerden te verhuizen naar Rostock. Twaalf spelers van Empor Lauter speelden in het nieuwe team van Rostock.

### Heroprichting
In Lauter werd een nieuwe club opgericht, Motor Lauter, die na de Duitse hereniging de naam Lauterer SV Viktoria 1913 aannam.